# ヘンリー・カイザー
ヘンリー・カイザー（Henry Kaiser、1952年9月19日 - ）は、アメリカのギタリストで、作曲家、独特なソリスト、サイドマン、民族音楽学者、映画音楽作曲家として知られている。カイザーはさまざまなスタイルの音楽を多用してレコーディングや演奏をすることで、サンフランシスコ・ベイエリアの音楽シーンにおけるフィクサーとなっている。また、アメリカのフリー・インプロヴァイザー「第二世代」のメンバーと見なされている。カナダの芸術家ブランディ・ゲイルと結婚しており、ヘンリー・J・カイザー・ジュニアの息子にして、実業家ヘンリー・J・カイザーの孫である。

## 略歴
1977年、カイザーはラリー・オクス（ロヴァ・サキソフォン・カルテット）とグレッグ・グッドマンと共にメタランゲージ・レコードを設立した。1979年、20年以上にわたってコラボレーションしているフレッド・フリスとアルバム『With Friends Like These』をレコーディングした。1983年に彼らはアルバム『Who Needs Enemies』をレコーディングし、1987年にコンピレーション・アルバム『With Enemies Like These, Who Needs Friends?』を発表した。彼らは、仲間の実験音楽家ジョン・フレンチと、イギリスのフォーク・ロッカーであるリチャード・トンプソンと一緒になって、フレンチ、フリス、カイザー、トンプソンを結成し、2枚の折衷的なアルバム、『Live, Love, Larf & Loaf』（1987年）と『インヴィジブル・ミーンズ』（1990年）を発表した。1999年になると、フリスとカイザーはアルバム『フレンズ&エネミーズ』をリリース。これは、メタランゲージから発表されていた2枚のアルバムに、1984年と1999年の未発表曲を加えてまとめたコンピレーション・アルバムである。
1991年、カイザーはギタリストのデヴィッド・リンドレーと一緒にマダガスカルを訪れた。彼らはマダガスカルのミュージシャンたちとルーツ・ミュージックを録音し、カイザーが言うところの「私たちを根本的かつ永続的に変えた」音楽を発見した。3枚組に及ぶこの音楽は、シャナキー・レコードから『A World Out of Time』のタイトルでリリースされた。1994年に彼は再びリンドレーと一緒にノルウェーに同様の旅行をし、アルバム『Sweet Sunny North』としてリリースされた音楽をレコーディングした（2枚を発表、1994年と1996年）。
1998年以来、カイザーはトランペット奏者のワダダ・レオ・スミスと共に、マイルス・デイヴィスの1970年代のエレクトリック・ミュージックをトリビュートするシリーズをリリースする『ヨ・マイルス!』プロジェクトでコラボレーションしている。この変化する集合体には、ロック（ギタリストのネルス・クライン、マイク・ケネリー、クリス・ミューア、ドラマーのスティーヴ・スミス）、ジャズ（サックス奏者のグレッグ・オズビーとジョン・チカイ）、アヴァンギャルド（キーボーディストのジョン・メデスキ、ギタリストのエリオット・シャープ）、そしてインドのクラシック音楽（タブラ奏者のザキール・フセイン）といったさまざまなジャンルで活躍する世界のミュージシャンたちを迎えている。
カイザーは300枚を超えるアルバムに参加し、数十のテレビ番組や映画に出演している。これにはヴェルナー・ヘルツォークの『世界の果ての出会い』（2007年）も含まれている。スティーブン・フォスターをトリビュートするアルバム『Beautiful Dreamer』の業績によりグラミー賞にノミネートされた。
2001年、カイザーは、全米科学財団による「南極芸術家および作家プログラム」の助成金を受け、南極で2か月半を過ごした。その後、彼はリサーチ・ダイバーとして働くため、さらに9回の南極訪問を行った。彼の水中カメラによる作品は、2本のヘルツォーク映画、『ワイルド・ブルー・ヨンダー』（2005年）と『世界の果ての出会い』（2007年）で取り上げられ、後者では彼もプロデューサーに加わり、彼とリンドレーがスコアを担当した。カイザーはヘルツォークの映画『グリズリーマン』（2005年）の音楽プロデューサーも務めている。『世界の果ての出会い』のプロデューサーとしての業績からアカデミー賞にノミネートされた。

## 楽器とエフェクト
カイザーは「音の多様性」を実現するために「ギター、アンプ、エフェクト・ペダルの膨大なコレクションを蓄積してきた」。彼のお気に入りは、ツアーで使用するアレンビック・ピックアップ（彼のお気に入り）を備えたクライン・エレクトリックである。彼はダンブルアンプを所有している。少なくとも1984年（アルバム『It's a Wonderful Life』）からループを続けており、最初はMXRデジタル・ディレイを、その後はレキシコンの機器を使用して、変調率を「自然治癒リズムであるため、心拍数または呼吸数のいずれか」に設定している。彼はしばしば2つのディレイを使用して3つの異なるボイスを提供している。また、ホール&コリンズのエコー・ユニットやさまざまなディストーションを含む多数のエフェクト・ペダルの熱心なユーザーでもある。
カイザーは、自身の重要なエフェクトとしてオールド・ワールド1960・コンプレッサー、バーバー・トーン・プレス、オリジン・エフェクツ・スライド・リグ、Tech 21・コンプトーション、バーンズ・バザーラウンド・クローンズ、タナベ禅駆動または弾駆動、クレイジー・チューブ・サーキッツ・スターライト、イヴェンタイド・ピッチファクター、イヴェンタイド・エクリプス・ハーモナイザー、TC フラッシュバック、レッド・パンダ・パーティクル、ニューネイバー・ウェット・リバーブをリストしている。

## ディスコグラフィ

### リーダー・アルバム
- Ice Death (1977年、Parachute)
- Moose and Salmon (1978年、Music Gallery Editions) ※with 近藤等則、ジョン・オズワルド
- Protocol (1979年、Metalanguage) ※with アンドレア・チェンタッツォ
- With Friends Like These (1979年、Metalanguage) ※with フレッド・フリス
- Outside Pleasure (1980年、Metalanguage)
- Aloha (1981年、Metalanguage)
- Who Needs Enemies? (1983年、Metalanguage) ※with フレッド・フリス
- Invite the Spirit (1984年、Celluloid)
- It's a Wonderful Life (1984年、Metalanguage)
- 164 Spooky Pooch (1985年、Spooky Pooch)
- Re-Marrying for Money (1986年、SST)
- Flying With The Comet (1986年、Sunjump) ※Second Sight名義
- Devil in the Drain (1987年、SST)
- Crazy Backwards Alphabet (1987年、SST) ※Crazy Backwards Alphabet名義
- With Enemies Like These Who Needs Friends? (1987年、SST) ※with フレッド・フリス
- Live, Love, Larf & Loaf (1987年、Rhino) ※フレンチ、フリス、カイザー、トンプソン名義
- Those Who Know History Are Doomed to Repeat It (1988年、SST)
- 『ポピュラー・サイエンス』 - Popular Science (1989年、Rykodisc) ※with セルゲイ・クリョーヒン
- 『わが魂の欲望』 - Heart's Desire (1989年、Reckless) ※ヘンリー・カイザー・バンド名義
- 『インヴィジブル・ミーンズ』 - Invisible Means (1990年、Demon) ※フレンチ、フリス、カイザー、トンプソン名義
- Hope You Like Our New Direction (1991年、Reckless)
- Tomorrow Knows Where You Live (1991年、Victo)
- A World Out of Time (1992年、Shanachie) ※with デヴィッド・リンドレー
- The Five Heavenly Truths (1993年、FOT)
- The Psychedelic Guitar Circus (1994年、Sky Ranch/Virgin)
- Acoustics (1994年、Victo)
- The Sweet Sunny North (1994年、Shanachie) ※with デヴィッド・リンドレー
- The Mistakes (1995年、Third Venture) ※The Mistakes名義
- The Siamese Stepbrothers (1995年、Cuneiform)
- Eternity Blue (1995年、Shanachie)
- The Sweet Sunny North Vol. 2 (1996年、Shanachie) ※with デヴィッド・リンドレー
- Second Sight (1996年、Shanachie) ※Second Sight名義
- 『ヨ・マイルス!』 - Yo Miles! (1998年、Shanachie) ※with ワダダ・レオ・スミス
- Through (1999年、Materiali Sonori)
- Passwords (1999年、Spool) ※with ポール・プリムリー
- Guitar Party (2003年、Gaff Music)
- Upriver (2005年、Cuneiform)
- Invite the Spirit 2006 (2006年、Tzadik)
- A Tribute To John Stevens And The SME (2006年、Balance Point Acoustics) ※Sextessense名義
- Crazy Backwards Alphabet II (2007年、There) ※Crazy Backwards Alphabet名義
- A Tribute to John Stevens and the SME (2006年、Balance Point Acoustics)
- Domo Arigato Derek-Sensei! (2006年、Balance Point Acoustics)
- Where Endless Meets Disappearing (2009年、Balance Point Acoustics)
- Buddhist Stories for Awakening (2009年、Dharma Radio)
- Plane Crash (2009年、ugEXPLODE)
- Ultraviolet Licorice (2009年、BLove Music)
- Ninja Star Danger Rock (2011年、ugEXPLODE)
- 『キャント・ストップ・トゥ・ブギ』 - Can't Stop to Boogie (2011年、P-Vine) ※キャント・ストップ・トゥ・ブギ名義
- Teuffel Tesla Duets (2012年、H(i)nds(i)ght)
- Kamura (2012年、ZA Discs)
- Encounters at the End of the World (2013年、Fractal Music) ※with デヴィッド・リンドレー
- Requia and Other Improvisations for Guitar Solo (2013年、Tzadik)
- The Celestial Squid (2015年、Cuneiform) ※with レイ・ラッセル
- Echoes for Sonny (2015年、Musso Music)
- Relations (2015年、Balance Point Acoustics) ※with デーモン・スミス
- Plane Crash Two (2015年、New Atlantis)
- My Name Is Dirtier (2015年、Atypeek Music) ※Toy Killers名義
- Nearly Extinct (2016年、Balance Point Acoustics)
- A Rainbow for Riley (2016年、Fractal Music)
- Nazca Lines (2016年、Fractal Music)
- Indestrucible Fantasy (2016年、Fractal Music)
- Skip to the Solo (2016年、Public Eyesore)
- We Call All Times Soon (2018年、Split Rock)
- The Deep Unreal (2018年、Metalanguage)
- Wild Courses (2018年、Iluso)
- Five Times Surprise (2019年、Cuneiform)
- More Requia (2019年、Metalanguage)
- Problems Are Only Opportunities in Work Clothes (2020年、Fractal Music)

### 参加アルバム
アンドレア・チェンタッツォ
- Infinity Squared (2006年、Ictus)
- Guitars (2009年、Ictus)
- Ghidorah (2017年、Fractal Music)
- Above & Beyond Protocol (2020年、Metalanguage)

ユージン・チャドボーン
- Vol. Three: Guitar Trios (1977年、Parachute)
- School (1978年、Parachute)
- The Acquaduct (1996年、Rectangle)
- The Guitar Lesson (1999年、Victo)
- Wind Crystals: Guitar Duets by Wadada Leo Smith (2019年、Relative Pitch)

ウィーゼル・ウォルター
- Revolt Music (2006年、ugEXPLODE)
- Apocalyptik Paranoia (2009年、ugEXPLODE)
- Large Group Performances 2007-2009 (2009年、ugEXPLODE)
- Invasion (2010年、ugEXPLODE)

その他
- モルガン・アグレン : 『インヴィジブル・レイズ』 - Invisible Rays (2011年、7d Media)
- デレク・ベイリー : Wireforks (1993年、Shanachie)
- ボブ・ブララヴ : Positively Space Music (2017年、Fractal Music)
- ブライズ・グレイス : When in Vanitas (1994年、Skin Graft)
- タニア・チェン : Megasonic Chapel (2015年、Fractal Music)
- タニア・チェン : Ocean of Storms (2016年、Fractal Music)
- ネルス・クライン : Jazz Free (2012年、There)
- トム・コンスタンテン : Nightfall of Diamonds (1992年、Relix)
- フライング・ルッテンバッチャーズ : Imminent Death (2019年、ugEXPLODE)
- ジム・フレンチ : If Looks Could Kill (1979年、Metalanguage)
- ジョン・フレンチ : Waiting On the Flame (1994年、Demon)
- フレッド・フリス : Friends & Enemies (1999年、Cuneiform)
- ゴールデン・パロミノス : 『ヴィジョンズ・オブ・エクセス』 - Visions of Excess (1985年、Celluloid)
- ヴィニー・ゴリア : Healing Force (2007年、Cuneiform)
- ヴィニー・ゴリア : Astral Plane Crash (2018年、Balance Point Acoustics)
- アイヴァー・グライドランド : Into the Arctic Dreamtime (Rune Grammofon, 2020年、)
- ハービー・ハンコック : 『サウンド・システム』 - Sound-System (1984年、Columbia)
- ジン・ヒ・キム : Sargeng (1990年、Ear-Rational)
- ジン・ヒ・キム : KomunGuitar (1993年、What Next?)
- ヘンリー・カンツ : Cross-Eyed Priest (1979年、Humming Bird)
- セルゲイ・クリョーヒン : Popular Science (1989年、Rykodisc)
- ルーカス・リゲティ : Lukas Ligeti & Beta Foly (1997年、Intuition)
- マテリアル : 『メモリー・サーヴス』 - Memory Serves (1982年、Elektra Musician)
- マテリアル : 『夕陽のガンマン』 - For a Few Dollars More (1983年、Carrere) ※EP
- ティシージ・ムニョス : Auspicious Healing! (2000年、Anami Music)
- ジョン・オズワルド : Improvised (1978年、Music Gallery Editions)
- ジョン・オズワルド : Discosphere (1991年、ReR)
- クヌート・ライエシュルード : Sub (1999年、Kirkelig Kulturverksted)
- ズーグ・リフト : Island of Living Puke (1986年、SST)
- ズーグ・リフト : Water II: At Safe Distance (1987年、SST)
- テリー・ライリー : 25th Anniversary Concert (1995年、New Albion)
- ロッシー : One Eye On the Future One Eye On the Past (1993年、Shanachie)
- ロヴァ・サキソフォン・カルテット : Daredevils (1979年、Metalanguage)
- ロヴァ・サキソフォン・カルテット : Steve Lacy's Saxophone Special Revisited (2017年、Clean Feed)
- ジョン・ラッセル : The Dukes of Bedford (2020年、Fractal Music)
- エリオット・シャープ : Electric Willie (2010年、Yellowbird)
- ワダダ・レオ・スミス : Dreams and Secrets (2000年、Anonymous)
- ワダダ・レオ・スミス : Najwa (2017年、TUM)
- リチャード・トンプソン : 『ウォッチング・ザ・ダーク〜ザ・ヒストリー・オブ・リチャード・トンプスン』 - Watching the Dark (1993年、Hannibal)
- 八木美知依 : 『ディケイド』 - Decayed (2017年、Idiolect)
- ジョン・ゾーン : Lacrosse (1997年、Tzadik)